# آش رشته
آش رشته از معروف‌ترین آش‌های ایرانی است. این آش را غالباً با کشک و گاهی با سرکه و حتی ترشی می‌خورند. بسته به عادت‌های خانوادگی از این خوراک به عنوان پیش خوراک یا خوراک اصلی استفاده می‌شود. همچنین گاهی در مهمانی‌ها در فصل زمستان یا در روز سیزده‌به‌در یا مراسم افطار مسلمانان در ماه رمضان از آش رشته به عنوان پیش خوراک استفاده می‌شود. آش رشته در ماه رمضان جایگاه ویژه‌ای بین خانواده‌های ایرانی دارد و از جمله خوراک‌های مناسب این ماه است.

## تاریخچه آش رشته
آش رشته یکی از قدیمی‌ترین و محبوب‌ترین غذاهای سنتی ایرانی است که قدمت آن به چندین قرن پیش بازمی‌گردد و نقشی مهم در فرهنگ غذایی ایران داشته است. بسیاری از پژوهشگران تاریخ غذا معتقدند که این آش ترکیبی از تأثیرات آشپزی مناطق مختلف ایران و همچنین سنت‌های غذایی مردمان اطراف است. در گذشته، آش رشته به عنوان غذایی مقوی و پرانرژی شناخته می‌شد که برای تامین کالری و مواد مغذی در فصول سرد سال به ویژه در مناطق کوهستانی و سردسیر طبخ می‌شد. این غذا که از ترکیب رشته‌های مخصوص، حبوبات، سبزیجات معطر و چاشنی‌هایی چون کشک و نعناداغ تشکیل شده، به دلیل ترکیبات مغذی‌اش برای بدن بسیار مفید است. علاوه بر این، آش رشته جایگاه ویژه‌ای در مراسم‌های مذهبی و آیینی ایرانی دارد. در مناسبت‌هایی مانند شب‌های قدر، محرم، نوروز و ماه رمضان، این آش به عنوان نمادی از اتحاد، بخشش و مهمان‌نوازی تهیه می‌شود و در میان خانواده‌ها و اجتماعات توزیع می‌گردد. در طول تاریخ، هر منطقه ایران با توجه به اقلیم، فرهنگ و مواد اولیه در دسترس، نسخه خاص خود را از آش رشته توسعه داده است. برای نمونه، در برخی مناطق شمالی از سبزیجات معطر محلی بیشتری استفاده می‌شود، در حالی که در مناطق جنوبی ممکن است ادویه‌ها و چاشنی‌های متفاوتی به کار رود. با گذشت زمان و گسترش ارتباطات میان مناطق مختلف ایران، آش رشته به یک غذای ملی تبدیل شده که تقریباً در تمام نقاط کشور با تفاوت‌های کوچک تهیه می‌شود و نمادی از فرهنگ مشترک ایرانیان است.

## آماده‌سازی

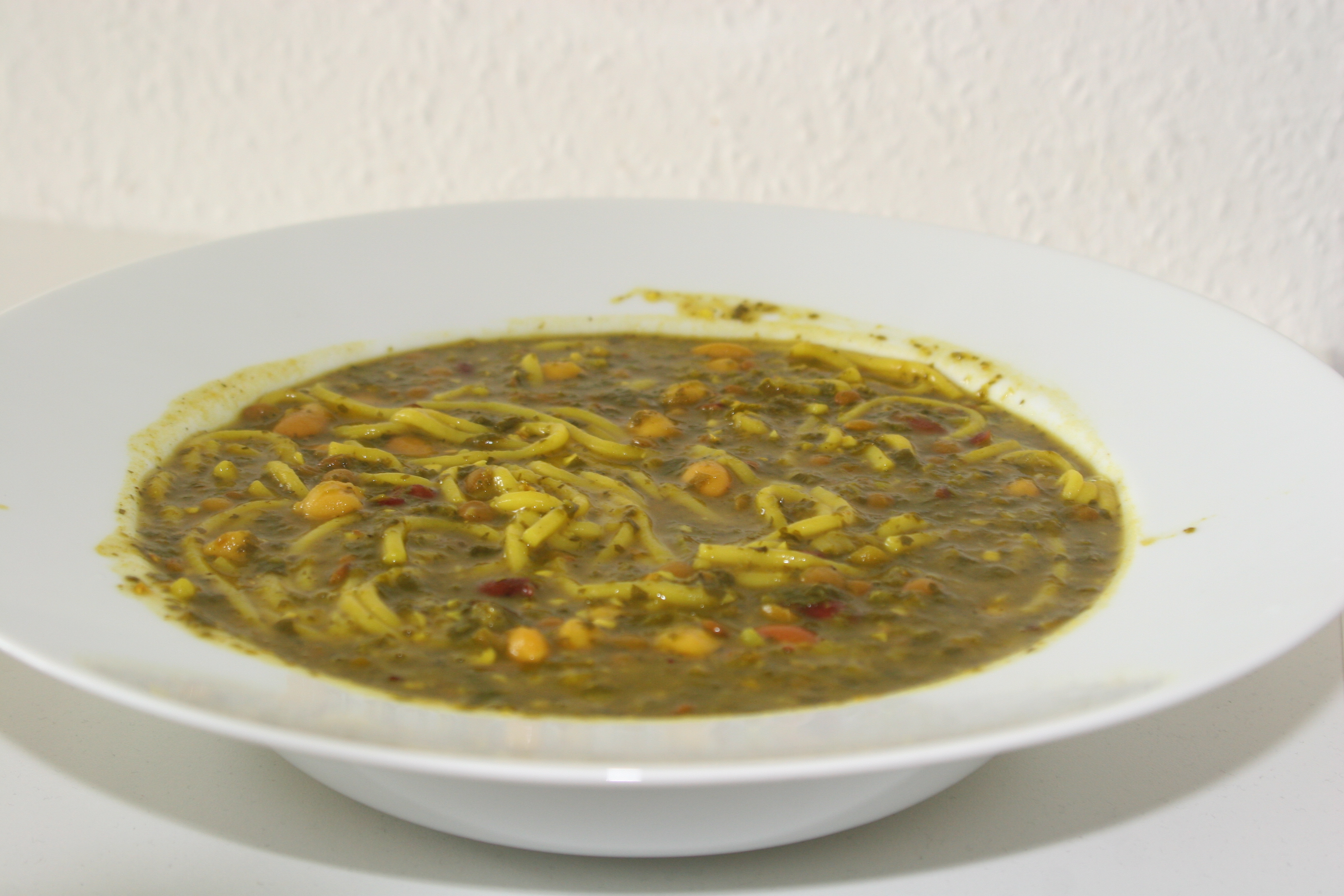
آش رشته

### مواد لازم
- لوبیا چیتی که از پیش پخته‌است. (در برخی مناطق ایران از لوبیا قرمز استفاده می‌شود) [۲]
- عدس که از پیش پخته‌است.
- نخود که از پیش پخته‌است.
- نعنا داغ
- سیر (دلخواه)
- رشتهٔ آشی
- سبزی آش، شامل اسفناج، تره، جعفری و گشنیز.
- پیاز و پیاز داغ
- روغن، نمک و زردچوبه

### روش پخت
آب را در ظرفی که به اندازهٔ کافی بزرگ است می‌گذاریم که جوش بیاید، پس از آن حبوبات شامل لوبیا، عدس و نخود را به آن اضافه می‌کنیم در این میان در ظرف دیگری پیازهایی را که از پیش خرد کرده‌ایم در روغن، نمک و زرد چوبه سرخ می‌کنیم. پس از آنکه محتوی ظرف شامل آب و حبوبات به جوش آمد، سبزی آش را به آن می‌افزاییم و صبر می‌کنیم تا ۲۰ دقیقه بجوشد تا مزهٔ خامی ندهد. پس از این مدت رشتهٔ آشی را اضافه می‌کنیم و همراه با آن پیاز داغ را هم می‌ریزیم و آن قدر صبر می‌کنیم تا رشته پخته شود. رشته زمانی پخته‌است که به خوبی نرم شده باشد، و رشته‌ها همگی کمی پهن‌تر شده باشند (کمی بیش از ۲۰ دقیقه). 
هنگامی که رشته آماده شد. در ظرف دیگری نعنا داغ و سیر داغ درست می‌کنیم به این ترتیب که سیرهایی را که ریز خرد کرده‌ایم در کمی روغن تفت می‌دهیم و مقدار بسیار کمی هم به آن زردچوبه می‌زنیم تا طلایی رنگ شود. در صورت تمایل می‌شد در هنگامی که پیازها را سرخ می‌کردیم سیر داغ را هم آماده کنیم و همان موقع به همراه رشته به محتوی ظرف اضافه کنیم تا با بقیهٔ مواد بجوشد (بسته به سلیقهٔ افراد). همچنین برای روی آش علاوه بر سیر داغ از پیاز سرخ شده در روغن (بدون زردچوبه) هم استفاده می‌شود.
برای زیباسازی روی سطح آش، هنگامی که کمی روی آن بسته شد (به دلیل روغنی که در آن است) می‌توان روی آن کمی کشک ریخت و بعد نعنا داغ، سیر داغ و پیاز داغ را به آن اضافه کرد.

## تذکر
- برخی رشته‌های آش، خودشان شور هستند. برای همین هنگام افزودن نمک آش باید دقت کرد که بیش از اندازه شور نشود.
  - در صورت در دسترس نبودن سبزی‌های ویژهٔ آش، داشتن اسفناج به تنهایی برای پختن این خوراک کافی است و همچنان آش خوش‌مزه خواهد بود.